# Bänderroller
Der Bänderroller (Hemigalus derbyanus) ist eine Raubtierart aus der Familie der Schleichkatzen (Viverridae).
Der Artzusatz im wissenschaftlichen Namen ehrt den Naturforscher Edward Smith-Stanley, 13. Earl of Derby.

## Beschreibung
Bänderroller sind schlanke, langgestreckte Tiere mit einer auffallend langen Schnauze. Ihr Fell ist gelbbraun gefärbt, am oberen Teil des Rückens haben sie mehrere halbmondförmige dunkle Bänder. Auch das Gesicht und der Nacken tragen dünne schwarze Streifen. Der buschige Schwanz ist bis auf die Basis ebenfalls schwarz gefärbt. Diese Tiere erreichen eine Kopfrumpflänge von 41 bis 62 Zentimetern, eine Schwanzlänge von 25 bis 38 Zentimeter und ein Gewicht von 1,75 bis 3 Kilogramm.

## Verbreitung und Lebensraum

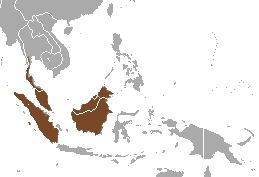
Geographisches Verbreitungsgebiet des Bänderrollers

Bänderroller leben in Südostasien, ihr Verbreitungsgebiet umfasst das südliche Myanmar, die Malaiische Halbinsel, Sumatra einschließlich der vorgelagerten Mentawai-Inseln und Borneo. Ihr Lebensraum sind vorwiegend tropische Regenwälder.

## Lebensweise
Diese Tiere sind nachtaktiv und leben vorwiegend am Boden, obwohl sie gut klettern können. Als Schlafplätze dienen ihnen sowohl Erdlöcher als auch Baumhöhlen. Sie sind Einzelgänger und suchen hauptsächlich am Boden nach Nahrung.
Die Nahrung der Bänderroller besteht in erster Linie aus wirbellosen Tieren, darunter Insekten, Würmer und Krebse. Wirbeltiere und möglicherweise Früchte machen einen kleinen Teil ihrer Nahrung aus.
Über die Fortpflanzung ist sehr wenig bekannt. Die üblicherweise ein oder zwei Jungtiere nehmen nach 70 Tagen erstmals feste Nahrung zu sich.

## Bedrohung
Bänderroller sind in der Roten Liste gefährdeter Arten der IUCN als „Near Threatened (NT)“, d. h. potentiell gefährdet, eingestuft. Die Zerstörung ihrer Lebensräume, unter anderem durch Umwandlung in Plantagen auf Malaysia, Borneo and Thailand, führte in den vergangenen drei Generationen zu einem geschätzten Rückgang des Bestands um über 30 Prozent.